# Ljudmila Braginová
Ljudmila Ivanovna Braginová (rusky: Людмила Ивановна Брагина; * 24. července 1943 Sverdlovsk, Sovětský svaz) je bývalá sovětská atletka, běžkyně středních a dlouhých tratí.
Na olympiádě v Mnichově v roce 1972 zvítězila v běhu na 1500 metrů. O dva roky později vybojovala na Mistrovství Evropy v Římě stříbrnou medaili v běhu na 3000 metrů. Během své kariéry čtyřikrát zlepšila světový rekord v běhu na 1500 metrů (až na 4:01,4 v roce 1972) a dvakrát v běhu na 3000 metrů (až na 8:27,12 v roce 1976).